# Geissanthus haenkeanus
Geissanthus haenkeanus är en viveväxtart som beskrevs av Carl Christian Mez. Geissanthus haenkeanus ingår i släktet Geissanthus och familjen viveväxter. Inga underarter finns listade i Catalogue of Life.